# والي شانون
والي شانون (بالإنجليزية: Wally Shannon)‏ هو لاعب كرة قاعدة أمريكي، ولد في 23 يناير 1933 في كليفلاند في الولايات المتحدة، وتوفي في 8 فبراير 1992 في كريف كوير في الولايات المتحدة.